# Santa Ignacia
Santa Ignacia is een gemeente in de Filipijnse provincie Tarlac op het eiland Luzon.Bij de laatste census in 2007 had de gemeente bijna 44 duizend inwoners.

## Geografie

### Bestuurlijke indeling
Santa Ignacia is onderverdeeld in de volgende 24 barangays:
| - Baldios - Botbotones - Caanamongan - Cabaruan - Cabugbugan - Caduldulaoan - Calipayan - Macaguing - Nambalan - Padapada - Pilpila - Pinpinas | - Poblacion East - Poblacion West - Pugo-Cecilio - San Francisco - San Sotero - San Vicente - Santa Ines Centro - Santa Ines East - Santa Ines West - Taguiporo - Timmaguab - Vargas |

## Demografie
Santa Ignacia had bij de census van 2007 een inwoneraantal van 43.560 mensen. Dit zijn 5.259 mensen (13,7%) meer dan bij de vorige census van 2000. De gemiddelde jaarlijkse groei komt daarmee uit op 1,79%, hetgeen lager is dan het landelijk jaarlijks gemiddelde over deze periode (2,04%). Vergeleken met de census van 1995 is het aantal mensen met 8.902 (25,7%) toegenomen.

De bevolkingsdichtheid van Santa Ignacia was ten tijde van de laatste census, met 43.560 inwoners op 146,07 km², 237,3 mensen per km².